# Homer Glen (Illinois)
Homer Glen est un village situé au sud-est du comté de Will,  dans l'Illinois, aux États-Unis,. Il est incorporé le 24 mai 2001.

## Démographie
Lors du recensement de 2010, le village comptait une population de 24 220 habitants. Elle est estimée, en 2016, à 24 481 habitants.

### Source de la traduction
- (en) Cet article est partiellement ou en totalité issu de l’article de Wikipédia en anglais intitulé « Homer Glen, Illinois » (voir la liste des auteurs).